# Isotta Fraschini Tipo 6 LMH-C
Isotta Fraschini Tipo 6 LMH-C är en sportvagnsprototyp som den italienska biltillverkaren Isotta Fraschini presenterade i februari 2023.

## Isotta Fraschini Tipo 6 LMH-C
Det nyuppväckta Isotta Fraschinis första bil är en sportvagnsprototyp avsedd för deltagande i FIA World Endurance Championship. Bilen är byggd enligt reglementet för Le Mans Hypercar. Den mittmonterade förbränningsmotorn byggs av tyska HWA Team. Bilen har även ett KERS-system med en elmotor som driver framhjulen. Monteringen av bilen sker hos italienska Michelotto Automobili. Isotta Fraschini planerar att göra sin tävlingsdebut i Qatar 2024.
Utöver tävlingsbilen ska man även bygga en gatversion för allmän väg. Totalt räknar Isotta Fraschini med att bygga en serie om 50 bilar.

## Tekniska data
| Tekniska data               | Isotta Fraschini Tipo 6 LMH-C                                                             |
| --------------------------- | ----------------------------------------------------------------------------------------- |
| Motor:                      | Mittmonterad 90° V6-motor                                                                 |
| Cylindervolym:              | 3,0 l                                                                                     |
| Max effekt:                 | 700 hk                                                                                    |
| Ventilstyrning:             | Dubbla överliggande kamaxlar per cylinderrad, 4 ventiler per cylinder                     |
| Bränslesystem:              | Direktinsprutning, turbo                                                                  |
| Hybridsystem:               | 200 kW KERS                                                                               |
| Växellåda:                  | 7-växlad sekventiell                                                                      |
| Drivning:                   | Fyrhjulsdrift                                                                             |
| Hjulupphängning fram & bak: | Dubbla tvärlänkar, horisontellt monterade skruvfjädrar och stötdämpare, krängningshämmare |
| Bromsar:                    | Keramiska skivbromsar                                                                     |
| Chassi & kaross:            | Självbärande monocoque i komposit-honeycomb med kaross i kolfiberkomposit                 |
| L x B x H:                  | 500 x 200 x 126 cm                                                                        |
| Torrvikt:                   | 1050 kg                                                                                   |